# احمدپور
احمدپور (به انگلیسی: Ahmadpur) یک منطقهٔ مسکونی در هند است که در مهاراشترا واقع شده‌است.

## خصوصیات
احمدپور ۳۵٬۷۸۶ نفر جمعیت دارد و ۵۱۴ متر بالاتر از سطح دریا واقع شده‌است.